# USS Asphalt (IX-153)
USS Asphalt (IX-153) był amerykańską barką betonową typu Trefoil oznaczaną jako unclassified miscellaneous vessel. Był jedynym okrętem United States Navy noszącą nazwę pochodzącą od asfaltu.
Stępkę barki położono w 1944 w San Francisco w stoczni Barrett & Hilp należącej do firmy Belair Shipyards. Została nabyta przez Marynarkę 30 czerwca 1944 poprzez Komisję Morską i została włączona do służby tego samego dnia.
Przydzielona do Służb Zaopatrzeniowych Floty Pacyfiku jako pływający magazyn zaopatrzenia, spędziła swoją służbę na wysuniętych bazach, przez większość czasu służąc na Saipanie jako jednostka 10 Eskadry Zaopatrzeniowej (ang Service Squadron 10). Kiedy sztorm zaatakował kotwicowisko Saipanu 6 października 1944, łańcuch kotwiczny barki „Asphalt” pękł i okręt wszedł na rafę koralową. Barka została zadeklarowana jako całkowicie stracona. Po tym jak jej ładunek i maszyny zostały uratowane, została opuszczona. Okręt został skreślony z Rejestru Okrętów 23 lutego 1945.

## Dane techniczne
- Wyporność: 10960 ton
- Długość: 112 m
- Szerokość: 16 m
- Zanurzenie: 10 m